# Гао Тинъюй
Гао Тинъюй (кит. упр. 高•亭宇, пиньинь Gao Tingyu; род. 15 декабря 1997 года) — китайский конькобежец, Олимпийский чемпион 2022 года и бронзовый призёр зимних Олимпийских игр 2018 года, серебряный призёр чемпионата мира, чемпион Азиатских игр, 3-кратный чемпион Китая.

## Биография
Гао Тинъюй родился в городе Ичунь провинции Хэйлунцзян, где и начал кататься на коньках в возрасте 8 лет, когда учился в начальной школе. В 2008 году, в возрасте 11 лет он был замечен тренером по просвещению, после чего попал в учебный центр "Winter Project" в городе Муданьцзян. В 2011 году Гао Тинъюй был выбран в сборную провинции Хэйлунцзян по конькобежному спорту.
В 2015 году он стал участвовать на чемпионате Китая среди взрослых, а через год дебютировал на Кубке мира и на чемпионате мира в спринтерском многоборье, где занял 24-е место. В марте на чемпионате мира среди юниоров в Чанчуне стал серебряным призёром в командном спринте. В сезоне 2016/17 выиграл чемпионат Китая на 500-метровке и следом на этапе Кубка мира в Харбине стал 2-м в беге на 500 м.
В начале февраля 2017 года на чемпионате мира в Канныне занял 10-е место на дистанции 500 м, следом на зимних Азиатских играх в Саппоро Гао Тинъюй завоевал золотую медаль на 500 м с личным результатом 34,69 секунды, установив новый азиатский рекорд. В декабре 2017 выиграл чемпионат Китая в беге на 500 м. Уже в феврале 2018 года на зимних Олимпийских играх в Пхёнчхане Гао завоевал бронзовую медаль в забеге на 500 м.
Он стал первым спортсменом-мужчиной, представляющим Китайскую Народную Республику, завоевавшим олимпийскую медаль в конькобежном спорте.
В 2019 году на чемпионате мира в Инцелле занял 9-е место в забеге на 500 м. В конце сезона на чемпионате Китая взял очередное золото. В сезоне 2019/20 Гао Тинъюй взял серебро на Кубке мира в Минске и на чемпионате мира в Солт-Лейк-Сити выиграл серебряную медаль в командном спринте. Сезон 2020/21 он пропустил из-за пандемии коронавируса.
В ноябре 2021 года на 1-м этапе Кубка мира в Польше он выиграл забег на 500 м, а в феврале 2022 года на церемонии открытия зимних Олимпийских игр в Пекине Гао Тинъюй и скелетонист Чжао Дань были знаменосцами китайской делегации. 12 февраля он выиграл золотую медаль на дистанции 500 метров со временем 34,32 секунды и установил новый олимпийский рекорд, став первым китайским спортсменом-мужчиной, выигравшим зимние Олимпийские игры в конькобежном спорте.
На церемонии закрытия олимпийских игр вновь стал знаменосцем вместе Сюй Мэнтао которая выносила флаг сидя на плечах у партнера по команде. Так как необычный выход спортсменов на парад олимпийцев привлек к себе внимание Гао прокомментировал этот выход так: 
```
«Это была наша домашняя Олимпиада, поэтому мы хотели попасть под объективы камер не банально и Сюй предложила поднять её на плечи и выносить флаг так.»
```

25-летний Гао взял длительный перерыв после Игр в Пекине и возобновил тренировки только в мае 2023 года. В сезоне 2023/24 Гао участвовал на Кубке мира и на этапе в Ставангере стал 2-м на 500-метровке, а на этапе в польском Томашуве-Мазовецком занял 1-е и 2-е места на этой же дистанции. В январе 2024 года на 14-х зимних Китайских играх выиграл золото на 500 метров.

## Спортивные достижения
| Год  | ЧМ спринт                | ЧM (отдельные дистанции)    | Олимпийские игры | Кубок мира               | ЧМ юниоры                                 |
| ---- | ------------------------ | --------------------------- | ---------------- | ------------------------ | ----------------------------------------- |
| 2016 | 24e (10e, 29e, 18e, 24e) |                             |                  | 35e 500 м 0 очков 1000 м | 56e 500 м · 11e 1000 м · командный спринт |
| 2017 |                          | 10e 500 м                   |                  | 12e 500 м                |                                           |
| 2018 | NS4 · (, 22e, 8e, -)     |                             | 500 м            | 20e 500 м                |                                           |
| 2019 |                          | 9e 500 м                    |                  | 16e 500 м                |                                           |
| 2020 |                          | 9e 500 м · командный спринт | 9e 500 м         |                          |                                           |
| 2021 |                          |                             |                  |                          |                                           |
| 2022 |                          |                             | 500 м            |                          |                                           |

## Награды
- 2014 год — назван Элитным спортсменом национального класса Главным управлением спорта Китая.
- 2017 год — назван Элитным спортсменом международного класса Главным управлением спорта Китая.
- 8 апреля 2022 года — признан выдающимся участником зимних Олимпийских игр в Пекине и зимних Олимпийских игр для инвалидов Государственным советом Китая.[10]

## Личная жизнь
Гао Тинъюй с 2014 года обучался в Харбинском спортивном университете на факультете "Физическое воспитание".